# Chemin de fer (jeu)
 (février 2023).
Si vous disposez d'ouvrages ou d'articles de référence ou si vous connaissez des sites web de qualité traitant du thème abordé ici, merci de compléter l'article en donnant les références utiles à sa vérifiabilité et en les liant à la section « Notes et références ».
Pour les articles homonymes, voir Chemin de fer (homonymie).
Le chemin de fer est un jeu de cartes établi sur les mêmes principes que le baccara.

## Description
Il tient son nom du sabot dans lequel sont placés les 6 jeux de 52 cartes et qui passe d'un joueur à l'autre, chacun devenant alors banquier. Le plus haut point est 9, le plus bas 0 (baccara).
La valeur des cartes est la suivante : pour les jeux de baccara et de chemin de fer, les cartes ne portent pas de chiffres au coin ; les figures – aussi appelées « bûches » - et le dix valent 0 et toutes les autres cartes ont leur valeur nominale. Pour savoir quel est le total de vos cartes, il ne faut prendre en compte que le chiffre de l’unité (ex. : 6 + 7 = 13, le point est donc 3).
Le sabot, qui circule dans le sens des aiguilles d'une montre, est gardé par le banquier tant que le coup n'est pas perdant pour lui. Celui-ci distribue deux fois deux cartes alternativement en servant d'abord le ponte, puis la banque. Le ponte regarde ses cartes et annonce soit « carte » de 0 à 4 soit « non » à 6 ou 7. À 5, le joueur a le choix de tirer ou de rester. À 8 ou 9, il abat ses cartes et le jeu s'arrête.
La particularité de ce jeu est de pouvoir doubler systématiquement sa mise. Lorsque le banquier gagne sa main, il laissera « porter » sa mise qui sera donc doublée moins une « taxe » ou « taille » de 5 % que prend le casino. C'est un jeu qui permet aux joueurs d'avoir une grande liberté. Ils peuvent s'associer dans une main (la mise minimum est demandée aux deux associés), racheter une main passée (quand le banquier décide d'arrêter de miser et encaisse ses gains) ou jouer debout, sans participer directement à la partie.